# Tunnel Kennedy
Le Tunnel Kennedy est un important tunnel sous l'Escaut au sud d'Anvers.  Il fut ouvert à la circulation le 31 mai 1969.  Il porte le nom de John Fitzgerald Kennedy, 35e président des États-Unis.
Le projet date des années 1950.  Entre 1945 et 1960, le trafic dans le tunnel de Waasland (1937) avait été multiplié par cinq.  À la fin des années 50, c'étaient plus de 38 000 véhicules qui empruntaient ce tunnel chaque jour, créant des embouteillages de chaque côté.  C'est ce qui motiva la construction d'un second tunnel.  Le tracé de la E3 fut décidé en 1958.  On hésita longuement entre un pont et un tunnel.  C'est le ministre Georges Bohy qui trancha en faveur du tunnel en 1963, suivant les conseils des techniciens.
Le tunnel immergé a une longueur de 690 mètres, et se compose de quatre tubes :
Deux tubes pour la circulation automobilechacun avec une largeur intérieure de 14,25 m (2 x 3 voies), calculés pour un débit horaire de 4 500 à 5 000 voitures dans chaque direction (1969). Le revêtement a été renouvelé en 2005, comme celui de tout le ring anversois.
Un tunnel au milieud'une largeur de 4 m réservé aux cyclistes.
Un tunnel ferroviaired'une largeur de 10,50 m.
Le tunnel se trouve 15 mètres au-dessous du niveau de la mer.
La partie centrale du tunnel est constituée de cinq caissons fabriqués en cale sèche qui furent immergés dans le lit du fleuve.  Le contrat porta sur plus de 3 milliards de francs belges (80 millions d'euros).
Le tunnel, dans lequel passe l'autoroute R1 (ring d'Anvers) et la ligne de chemin de fer 59 (Gand-Anvers)  fut ouvert à la circulation en 1969 et le premier train y circula le 1er février 1970. À la suite d'un grave accident de la circulation le 3 octobre 2006, la vitesse est limitée, les jours de semaine entre 6 et 20 heures, à 70 kilomètres par heure depuis le 9 octobre 2006.
Le 17 juillet 1992, le ministre Theo Kelchtermans lança l'idée d'instaurer un péage pour le trafic poids lourds.  À l'avenir, l'augmentation du trafic devrait être absorbée par l'Oosterweel et le trafic poids lourd interdit dans le tunnel Kennedy.